# Spanioptila
Spanioptila is een geslacht van vlinders uit de familie mineermotten (Gracillariidae).
Het geslacht omvat volgende soorten:
- Spanioptila codicaria Meyrick, 1920
- Spanioptila eucnemis Walsingham, 1914
- Spanioptila nemeseta Meyrick, 1920
- Spanioptila spinosum Walsingham, 1897